# Giovanni Angeleri
Giovanni Angeleri (Padova, 1971) è un violinista e direttore d'orchestra italiano.

## Biografia
È nato a Padova in una famiglia di musicisti e fin dall'infanzia si è dedicato allo studio della musica antica con strumenti originali. Giovanissimo ha iniziato la carriera concertistica affermandosi in diversi Concorsi internazionali: il suo nome compare infatti nell'Albo d'oro del “Kreisler” di Vienna, del “Lipizer” di Gorizia, dell'”UNISA” di Pretoria, e del “Vaclav Huml” di Zagabria di cui è stato il primo e tuttora unico vincitore italiano del Primo Premio assoluto. Nel 1997 ha vinto il Primo Premio al Concorso internazionale di violino Niccolò Paganini di Genova. Ha avuto più volte il privilegio di suonare famosi violini storici: gli Stradivari e Guarneri della Collezione del Palazzo Comunale di Cremona, lo Stradivari "Karl Marx" alla Fondazione Albert Eckstein, il Guarneri "The King", proprietà dell'Accademia delle Scienze Croata e soprattutto il Guarneri appartenuto a Paganini, il mitico “Cannone”, messogli a disposizione dal Comune di Genova. Già docente presso i Conservatori di Padova e Vicenza, insegna al Conservatorio di Trieste ed è responsabile dei corsi di Violino e Musica da Camera presso la Fondazione Musicale Masiero e Centanin. Dal 1998 è direttore dell'Orchestra delle Venezie, colla quale, nella duplice veste di solista e direttore, ha inciso per Amadeus, Velut Luna e per King Records.
Angeleri ha sempre tenuto nascosto il liutaio del suo violino.
Nel 2005 il Comune di Padova gli ha conferito il Sigillo della Città.
Nel 2008 ha debuttato per l'etichetta Inglese L’Oiseau-Lyre della Decca con l'incisione dell'integrale dell'Op. V di Arcangelo Corelli.